# Side By Side
《Side By Side》(사이드 바이 사이드)는 2021년 4월 1일에 발매된 디에잇의 1Single 미니 앨범이다.